# Petrizzi
Petrizzi è un comune italiano di 989 abitanti della provincia di Catanzaro in Calabria.

## Geografia fisica

Veduta panoramica di Petrizzi

Sito in zona collinare, a 391 metri sul livello del mare, dista 7,8 km dal mar Ionio. La collocazione del paese è sull'istmo fra il golfo di Squillace e quello di Sant'Eufemia che è il punto più stretto d'Italia fra il mar Ionio ed il mar Tirreno.

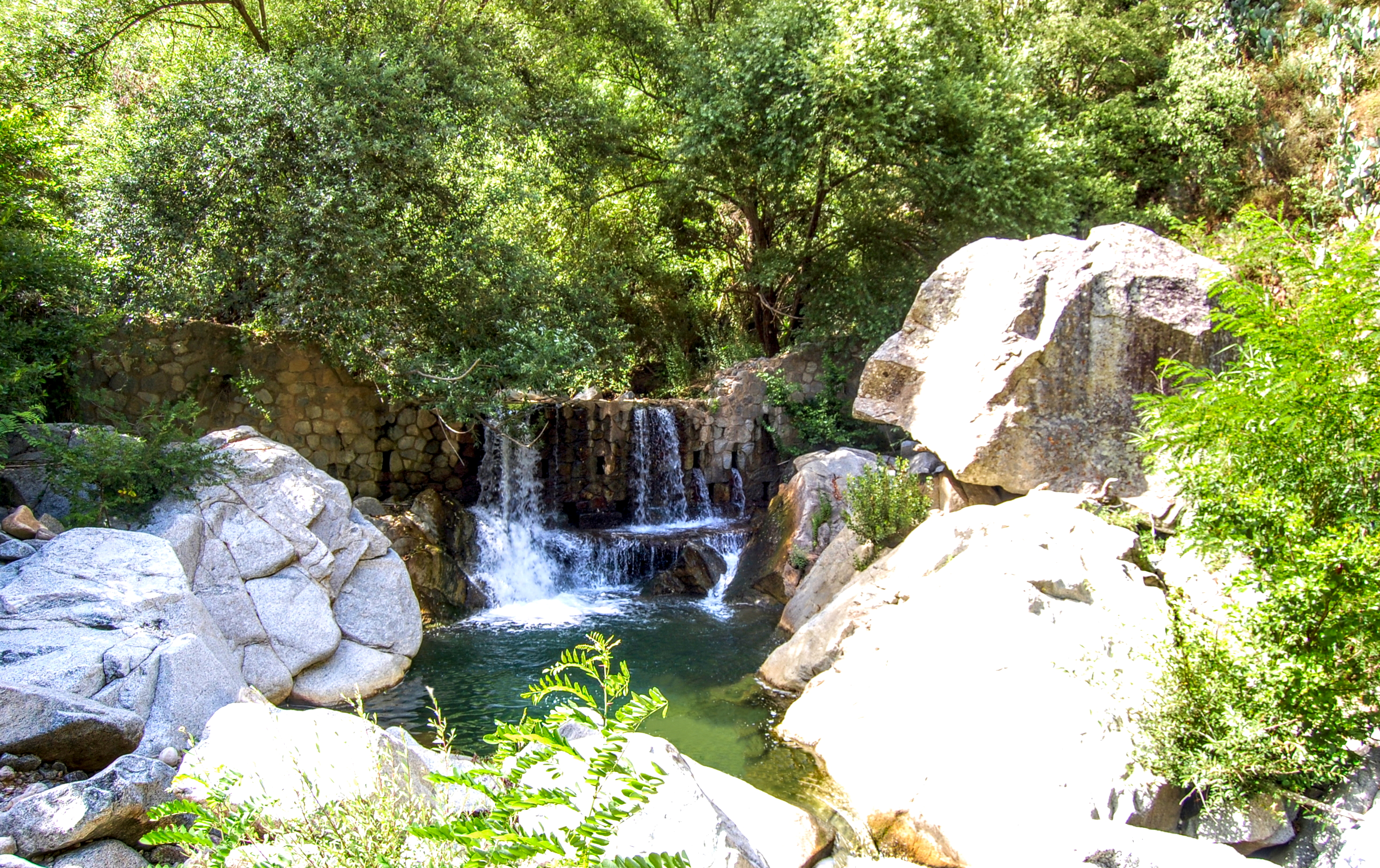
Torrente Beltrame

### Idrografia
Il Beltrame è un torrente calabrese, anticamente conosciuto come Vetrano o Beltrano. Il corso d'acqua è lungo meno di 30 km e sfocia poco a nord del centro abitato di Soverato, per circa 10 Km e un dislivello di 400 m attraversa il comune di Petrizzi mentre si snoda sinuoso verso il mare.

## Storia

### Simboli
Il Comune ha un proprio stemma, adottato, assieme al gonfalone municipale, con deliberazione del Consiglio comunale.

## Monumenti e luoghi d'interesse

### Architetture religiose
- Chiesa matrice di Maria Santissima della Pietra
- Borgo del convento di Santa Maria della Pietà
- Chiesa della Santissima Trinità
- Chiesa della Madonna della Provvidenza

## Società

### Evoluzione demografica
Abitanti censiti

### Tradizione e folclore

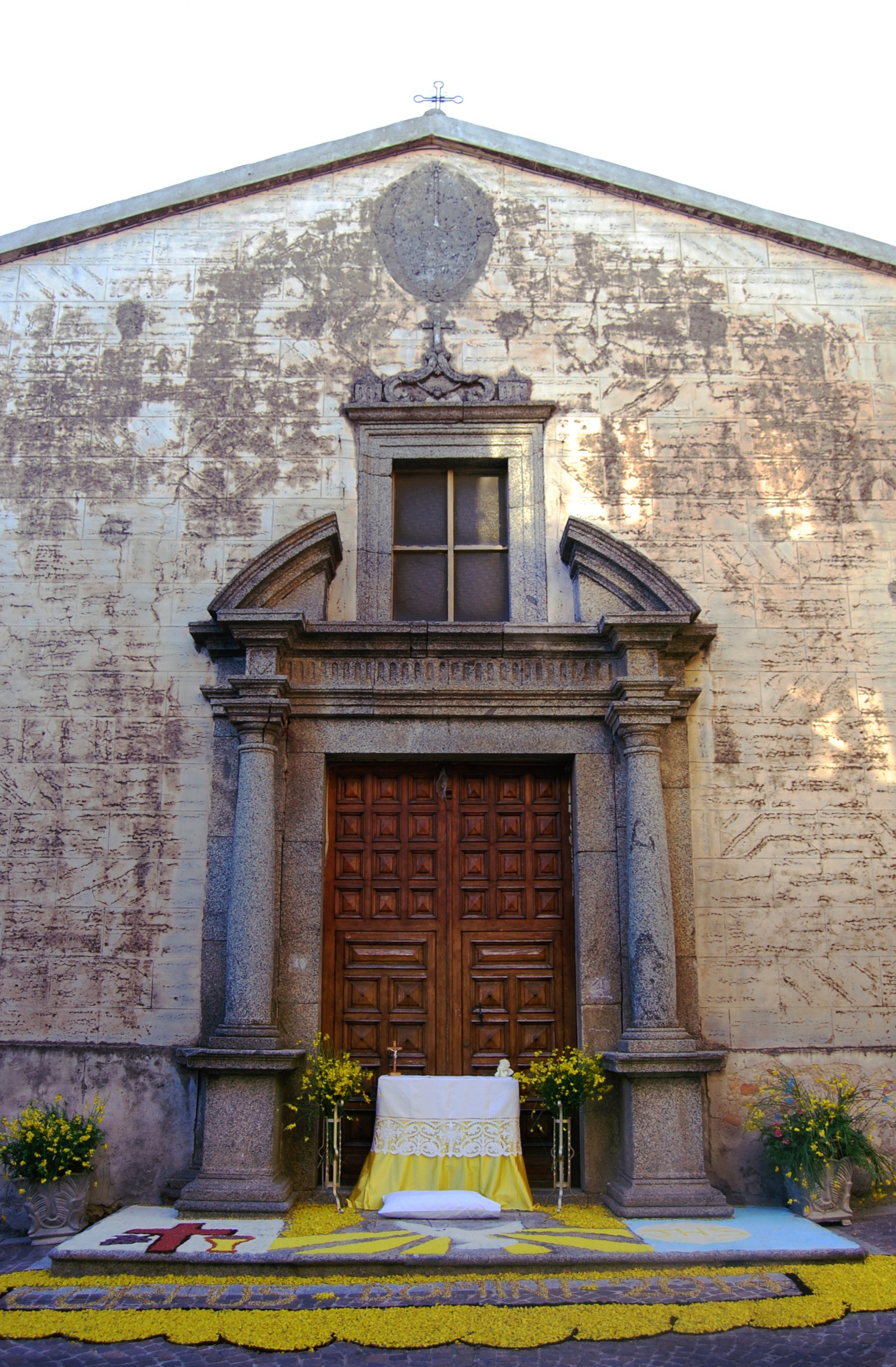
Infiorata della festa Corpus Domini nel 2014

#### Corpus Domini e Infiorata
La Domenica successiva alla Santissima Trinità si celebra la festa del Corpus Domini. Lungo le vie del borgo, vengono realizzati quadri e tappeti floreali, sui quali viene portata in processione un’Ostia consacrata ed esposta alla pubblica adorazione. 

## Infrastrutture e trasporti
Il comune è interessato dalle seguenti direttrici stradali:
- Strada Provinciale 118
- Strada Provinciale 119
- Strada Provinciale 120

## Amministrazione
Di seguito è presentata una tabella relativa alle amministrazioni che si sono succedute in questo comune.
| Periodo        | Periodo        | Primo cittadino   | Partito                              | Carica                    | Note |
| -------------- | -------------- | ----------------- | ------------------------------------ | ------------------------- | ---- |
| 23 aprile 1995 | 13 giugno 1999 | Giovanni Gullà    | lista civica indipendente            | sindaco                   |      |
| 13 giugno 1999 | 16 aprile 2000 |                   |                                      | commissario straordinario |      |
| 16 aprile 2000 | 4 aprile 2005  | Domenico Mazza    | lista civica di centro-destra        | sindaco                   |      |
| 4 aprile 2005  | 29 marzo 2010  | Domenico Mazza    | Forza Italia-Il Popolo della Libertà | sindaco                   |      |
| 29 marzo 2010  | 16 maggio 2011 |                   |                                      | commissario straordinario |      |
| 16 maggio 2011 | 5 giugno 2016  | Domenico Paravati | lista civica "Amare Petrizzi"        | sindaco                   |      |
| 5 giugno 2016  | 11 giugno 2017 |                   |                                      | commissario straordinario |      |
| 11 giugno 2017 | 12 giugno 2022 | Domenico Mazza    | lista civica "Operosità e Concordia" | sindaco                   |      |
| 12 giugno 2022 | in carica      | Giulio Santopolo  | lista civica "Petrizzi Rinasce"      | sindaco                   |      |

## Sport

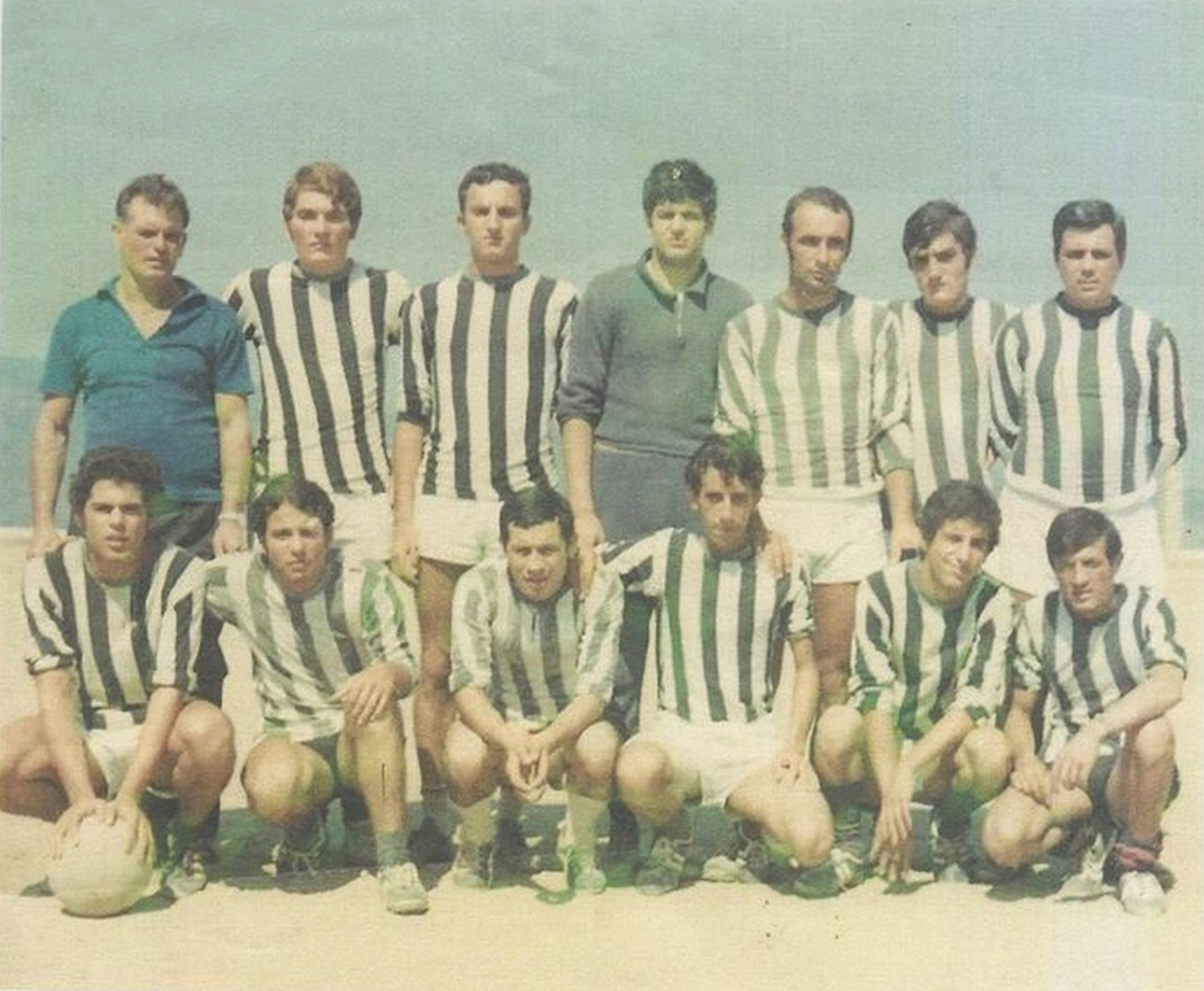
Formazione della U.S. Petrizzi nel 1970

### Calcio
- U.S. Petrizzi: fondato nel 1957, ha militato nei campionati di Calcio dilettantistico (a 11) di Terza, Seconda, Prima Categoria e Promozione.
- PGS Edelweiss: polisportiva che ha militato nei campionati PGS di pallavolo e calcio (a5)